# Рефлекторна регуляція серця
Рефле́кторна регуля́ція се́рця:
- рефлекс Гольця — легеньке постукування по черевних органах знерухомленої жаби викликає уповільнення скорочень, серця або навіть його зупинку;
- рефлекс Ашнера — надавлювання на очні яблука людини також спричиняє уповільнення серцевого ритму;
- рефлекс Бейнбриджа — підвищення тиску крові в порожнистих венах та правому передсерді прискорює серцевий ритм.